# Bataille du lac Érié
Guerre de 1812
Batailles
La bataille du lac Érié, également connue sous le nom de Bataille de Put-in-Bay, est livrée le 10 septembre 1813, sur le Lac Érié, au large des côtes de l'Ohio, pendant la guerre de 1812. Elle oppose une escadre américaine, sous les ordres du capitaine Oliver Hazard Perry, à des navires de la Royal Navy, commandés par le capitaine Robert Heriot Barclay (en). Elle se termine par une victoire décisive des Américains, qui capturent la totalité de la flotte adverse (deux navires de ligne, un brick, deux goélettes et un sloop de guerre), et prennent le contrôle du lac. C'est une des plus grandes batailles navales de la guerre de 1812.

## Conséquences
La victoire décisive de Perry assure le contrôle américain sur le lac, améliore le moral américain après une série de défaites, et contraint les Britanniques à se replier de Détroit. Cela ouvre la voie au général Harrison pour le lancement d'une nouvelle invasion du Haut-Canada. Celle-ci aboutit à la victoire des États-Unis lors de la bataille de la rivière Thames, le 5 octobre 1813, au cours de laquelle le chef de la tribu des Chaouanons (Shawnees) Tecumseh, allié des Britanniques, est tué. Sa mort met fin à la résistance unie des Amérindiens face à l'expansion des colons américains.

## Contexte

### 1812
Dès la déclaration de guerre, les Britanniques prennent le contrôle du lac Érié. Ils y ont déjà une petite force navale : le sloop de guerre Queen Charlotte (en) et le brick HMS General Hunter (en). La goélette HMS Lady Prevost (en) est en construction et sera mise en service quelques semaines après le début de la guerre. Ces vaisseaux sont contrôlés par la Marine Provinciale (en), qui est un service de transport militaire et non un service naval.
Les Américains ne disposent d'aucune opposition face aux navires britanniques. Leur seul navire de guerre sur le lac Érié, le brick Adams, n'est pas admis au service au début de la guerre. De plus, quand l'armée américaine du brigadier général William Hull abandonne son invasion du Canada, le Adams est immobilisé à Détroit par les batteries britanniques de Sandwich Town (en), situé du côté canadien de la rivière Détroit.
Le major général britannique Isaac Brock se sert du contrôle du lac pour vaincre l'armée de Hull lors de la Bataille de Détroit, en coupant les lignes d'approvisionnement américaines et en se portant rapidement avec des renforts à Amherstburg, d'où ils lancent avec succès un débarquement sur le côté américain de la rivière Détroit. À la reddition de Détroit, les Britanniques prennent le Adams et le renomment HMS Detroit (en).
Avec le brick Caledonia (en), qui avait été réquisitionné par les Britanniques à la North West Company, le Detroit est abordé et capturé près de Fort Erié le 9 octobre, par des marins et des soldats américains commandés par le lieutenant Jesse Elliot (en). Le Detroit s'étant échoué sur l'île de Squaw Island (en), au milieu de la rivière Niagara, à portée des deux camps, Eliott le fait incendier, pour prévenir qu'il ne retombe aux mains des Britanniques. Quant à lui, le Caledonia est emmené au chantier naval de Black Rock, au nord de Fort Erié, et mis en service dans la marine américaine.
Sont également présents à Black Rock, les goélettes USS Somers (en) et USS Ohio (en), ainsi que le sloop USS Trippe (en), tous achetés par l'US Navy et transformés en canonnières. Mais tant que les Britanniques tiennent Fort Érié et les batteries avoisinantes, qui dominent la rivière Niagara, tous ces vaisseaux sont immobilisés et bloqués à Black Rock.
Fin 1812, Paul Hamilton, Secrétaire à la Marine des États-Unis, reçoit Daniel Dobbins (en), navigateur américain de longue date sur les lacs, qui a évité la capture à Détroit. Dobbins donne des informations sur les forces britanniques sur le lac Érié. Il recommande la baie de Presque Isle à Érié, en Pennsylvanie, comme base navale sur le lac. Malgré les objections du Lieutenant Elliot quant au manque d'installations, Dobbins est missionné pour y construire quatre canonnières. L'autre problème de cette baie est le banc de sable à l'entrée du port de Presque Isle, qui rend très difficile l'accès à la pleine mer.
En septembre, Dobbins fait abattre les arbres. Il embauche en novembre le maître charpentier naval Ebenezer Crosby, pour travailler sur les quatre navires.

Guerre de 1812

Le 1er janvier 1813, le commodore Isaac Chauncey (en), commandant des forces navales américaines sur les Grands Lacs depuis septembre 1812, fait une brève visite à Érié. Il approuve les actions de Dobbins et ordonne de rassembler des matériaux pour un vaisseau plus grand, avant de repartir à Sackets Harbor, sur le lac Ontario, préparer la bataille de York.

### 1813
En janvier 1813, William Jones, successeur de Paul Hamilton, ordonne la construction de deux corvettes gréées en brick à Presque Isle. Pour diriger ce chantier, il transfère le charpentier naval Noah Brown (en) depuis Sackets Harbor. Hormis leur gréement et leur construction rudimentaire (comme l'utilisation de chevilles en bois au lieu de clous en raison de la pénurie de ces derniers), les deux corvettes sont des copies conformes du brick contemporain USS Hornet. L'armement le plus lourd des navires provient des fonderies de Chesapeake Bay, et n'arrive à Presque Isle qu'avec grande difficulté. Les Américains ont la chance que certains de leurs plus gros canons soient expédiés peu avant que des raids, sous le commandement du contre-amiral George Cockburn, ne détruisent une fonderie à Frenchtown, sur la côte est du Michigan. Les Américains se fournissent aussi à Pittsburgh, centre industriel en expansion, et des canons plus petits sont empruntés à l'armée.
Grâce au lobbying de Jeremiah B. Howell (en), sénateur principal du Rhode Island, le commandant en chef Oliver Hazard Perry a auparavant été nommé commandant du lac Érié, supplantant le lieutenant Elliot. Perry arrive à la fin du mois de mars à Presque Isle pour prendre son commandement et y organiser la défense.
Les Américains contrôlant le lac Ontario et empêchant le passage par la péninsule du Niagara, les approvisionnements destinés à Amherstburg, poste de commandement du lac Erié, doivent être transportés par voie terrestre depuis York. Avec leur défaite à la bataille de York, le 27 avril 1813, les Britanniques perdent cette possibilité. Ils voient aussi les Américains récupérer les caronades de 24 livres destinées au Detroit.
Le major-général britannique Henry Procter, commandant à la frontière de Détroit, est exhorté d'attaquer Presque Isle, où la flotte américaine se construit, mais sans renforts substantiels, il refuse et attaque, sans succès, mais avec de lourdes pertes, le Fort Meigs (du 28 avril au 09 mai).
En mai, Perry se rend auprès du commodore Chauncey afin d'obtenir des renforts de marins. Celui-ci lui donne le commandement des goélettes et des canonnières américaines, en vue de la bataille de Fort George (en). Outre qu'elle rend extrêmement difficile l'envoi d'autres provisions à Amherstburg depuis le Bas-Canada, la perte de Fort George le 27 mai contraint les Britanniques à abandonner le proche Fort Érié, ce qui libère les navires américains de Black Rock. Perry s'y rend, et les fait remorquer par des bœufs de trait sur la rivière Niagara, puis le long du lac Érié, jusqu'à Presque Isle. L'opération prend six jours.
Pendant ce temps, le 15 mai à Kingston, le commandant Robert Heriot Barclay (en) est nommé à la tête de l'escadre britannique sur le lac Érié. Un autre officier britannique a déjà refusé le poste, en raison des sous-effectifs et du sous-équipement. Les Américains tenant le lac Ontario et la péninsule du Niagara, Barclay est contraint d'effectuer par voie terrestre le fastidieux voyage jusqu'à Amherstburg, où il arrive le 5 juin. Il n'emmène avec lui qu'une poignée d'officiers et de marins. Lorsqu'il prend le commandement de son escadre, les équipages de ses navires ne comptent que sept marins britanniques, 108 officiers et hommes de la Marine provinciale (dont Barclay décrie la qualité), 54 hommes des Royal Newfoundland Regiment et 106 soldats, en fait des terriens, du 41e régiment d'infanterie. Néanmoins, Barclay part immédiatement à bord du Queen Charlotte et du Lady Prevost reconnaitre la base de Perry à Presque Isle. Il en détermine la défense à 2 000 miliciens de Pennsylvanie (en), avec des batteries et des redoutes. Barclay navigue ensuite vers l'extrémité Est du lac Érié, espérant intercepter les navires américains de Black Rock. Par temps brumeux, il les manque.

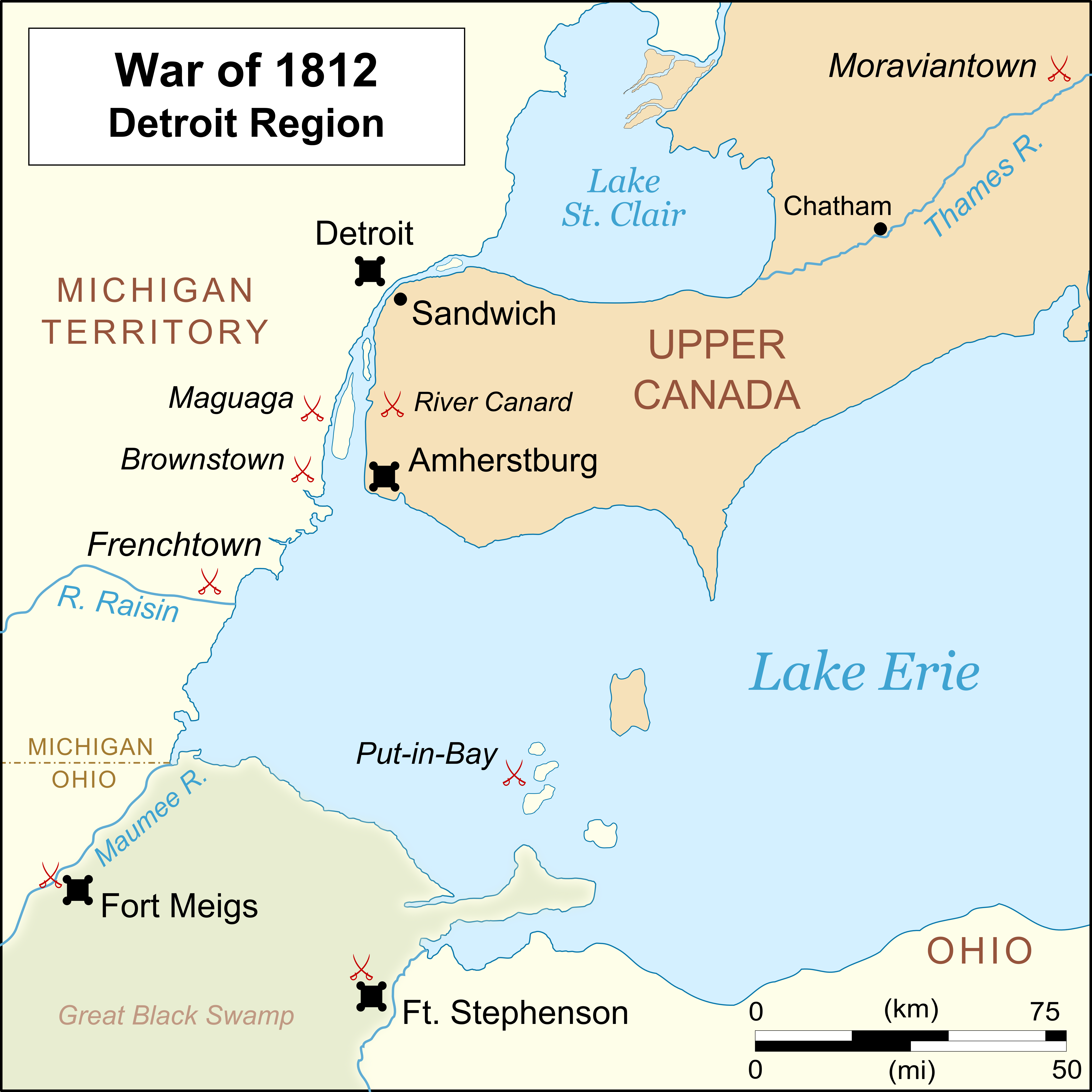
La région de Détroit

En juillet et août, en complément de la corvette gréée en navire HMS Detroit, Barclay reçoit à Amherstburg deux petits navires, la goélette HMS Chippeway (en) et le sloop de guerre HMS Little Belt (en). Ils ont été reconstruits à Chatham sur la rivière Thames.
Faute des caronades prévues, le Detroit récupère un assortiment de canons provenant des fortifications d'Amherstburg. Barclay affirmera devant sa cour martiale que ces armes manquaient de mécanismes de mise à feu à silex et d'allumettes, et qu'elles ne pouvaient être mises à feu qu'en faisant claquer des pistolets à silex sur de la poudre accumulée dans les trous d'aération.
Barclay demande à plusieurs reprises des hommes et des fournitures au commodore James Lucas Yeo (en), commandant du lac Ontario, mais il n'en reçoit guère. Aucun soutien ne vient de Procter qui, sous la pression de Tecumseh, attaque Fort Stephenson (02 août), sans plus de succès,.

### Blocus de Presque Isle et d'Amherstburg
À la mi-juillet, l'escadre américaine est presque au complet, quoique pas encore entièrement dotée en équipage (Perry prétend n'avoir que 120 hommes aptes au service). L'escadre britannique maintient un blocus de Presque Isle pendant dix jours, du 20 au 29 juillet. Une brève escarmouche avec les batteries de défense se produit le 21 juillet. Le banc de sable, en travers de l'embouchure du port, n'est qu'à 1,5 mètres (5 pieds) sous la surface. Cela empêche Barclay de naviguer pour attaquer les navires américains, et les Américains de sortir en ordre de combat. Barclay doit lever le blocus le 29 juillet, en raison du manque de ravitaillement et du mauvais temps (Il a également été suggéré que Barclay était parti assister à un banquet en son honneur, ou qu'il souhaitait que les Américains franchissent la barre en espérant les trouver en désordre à son retour).
Perry fait immédiatement déplacer ses navires à travers le banc de sable. C'est une tâche épuisante. Il faut retirer les canons de tous les bateaux, et hisser les plus gros d'entre eux entre des chameaux (barges ou allèges qui étaient ensuite vidées de leur lest). Lorsque Barclay revient quatre jours plus tard, il constate que Perry a presque terminé la tâche. Les deux plus grands bricks de Perry ne sont pas prêts à l'action, mais les canonnières et les bricks plus petits forment une ligne avec tant d'assurance, que Barclay se retire pour attendre l'achèvement du Detroit.
Chauncey envoie 130 marins supplémentaires sous le commandement du lieutenant Elliot à Presque Isle. Bien que Perry en décrive certains comme « misérables », au moins cinquante d'entre eux sont des marins expérimentés pris au USS Constitution, alors en cours de réaménagement à Boston, Massachusetts. Perry a également quelques volontaires de la milice de Pennsylvanie (en).
Ses navires se dirigent d'abord vers Sandusky (Ohio), où ils reçoivent d'autres contingents de volontaires de l'armée du Nord-Ouest (USA) (en) du major-général William Henry Harrison. Après être apparu à deux reprises au large d'Amherstburg, Perry établit un mouillage à Put-in-Bay (Ohio) sur l'Île Bass Sud. Pendant les cinq semaines suivantes, Barclay est effectivement bloqué et incapable d'acheminer des fournitures vers Amherstburg. Ses marins, les troupes de Procter et le très grand nombre de guerriers indiens et leurs familles se trouvent rapidement à court de provisions. Après un renfort de dernière minute de deux officiers de marine, trois adjudants et 36 marins, transférés d'un transport temporairement désarmé à Québec, sous le commandement du lieutenant George Bignall, Barclay n'a d'autre choix que d'affronter Perry.

Le pavillon de Perry

Dans les jours précédant la bataille, Perry dit à son ami, le commissaire Samuel Hambleton (en), qu'il veut un pavillon de bataille, pour signaler à sa flotte quand engager l'ennemi. Hambleton suggère d'utiliser les derniers mots de l'ami de Perry, le capitaine James Lawrence de la frégate USS Chesapeake, « DONT GIVE UP THE SHIP » ( « N'abandonnez pas le navire ! »). Hambleton fait coudre le drapeau par des femmes d'Érié et le présente à Perry la veille de la bataille. Le pavillon deviendra une icône de l’histoire navale américaine.

## Bataille navale

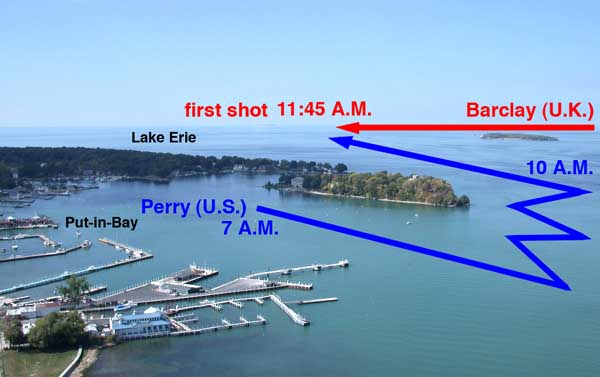
Mouvements des escadres de Perry et de Barclay le matin du 10 septembre, superposés sur une photographie contemporaine (image prise en septembre 2004)

Le matin du 10 septembre, les Américains voient les navires de Barclay se diriger vers eux. Ils quittent leur mouillage de Put-in-Bay (Ohio). Le vent est léger. Barclay est d'abord au vent, mais le vent change. Cela permet à Perry de se rapprocher et d'attaquer. Les deux escadres sont en ligne de bataille, leurs navires les plus lourds étant près du centre de la ligne.
Le premier coup de feu est tiré du Detroit à 11 h 45. Perry espérait mettre rapidement ses deux plus grands bricks, son navire amiral USS Lawrence (en) et le Niagara, à portée de caronade, mais dans le vent léger, ses navires avancent très peu. Pendant au moins vingt minutes, le Lawrence est balayé par l'assortiment de canons du Detroit, avant de pouvoir riposter efficacement. Il parvient à portée de caronades à 12 h 45, mais son tir n'est pas aussi efficace que Perry l'espère, ses artilleurs ayant apparemment surchargé les caronades de boulets.
À l'arrière du Lawrence, le Niagara, sous les ordres d'Elliot, tarde à entrer en action et reste loin de la portée efficace des caronades. Il est possible qu'Elliott ait reçu l'ordre d'engager son homologue, le Queen Charlotte, et que le Niagara ait été gêné par le peu maniable Caledonia, mais les actions d'Elliot allaient devenir un sujet de dispute entre lui et Perry durant de nombreuses années.
À bord du Queen Charlotte, le commandant Robert Finnis et le premier lieutenant sont tous deux tués. L'officier le plus haut gradé est alors le lieutenant Irvine, de la Marine provinciale. Constatant que le Niagara et les canonnières américaines sont hors de portée, il dépasse le brick General Hunter pour engager le Lawrence à courte portée.
Bien qu'à distance, les canonnières américaines, situées à l'arrière de la ligne de bataille, pilonnent régulièrement les navires britanniques au centre de l'action, par des tirs de ratissage de leurs longs canons, le Lawrence est réduit en épave par les deux navires britanniques. Les quatre cinquièmes de son équipage sont tués ou blessés. Les deux chirurgiens de la flotte étant atteints de la « fièvre du lac » (malaria), les blessés sont pris en charge par l'assistant, Usher Parsons.

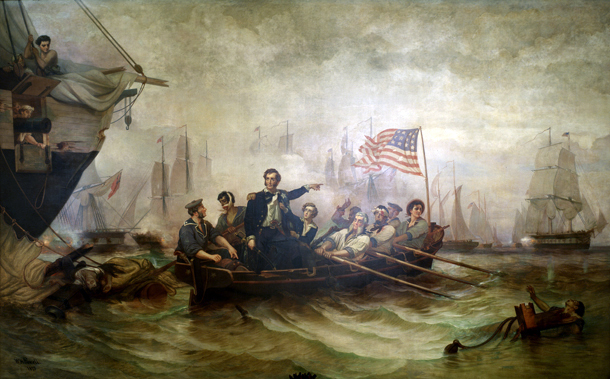
Perry passe du Lawrence au Niagara

Lorsque le dernier canon du Lawrence devient inutilisable, Perry décide de transférer son pavillon. À la rame sur un demi-mile (1 km), à travers des tirs nourris, il va en chaloupe jusqu'au Niagara, tandis que le Lawrence se rend. Les tirs cessent alors brièvement.
Il a été dit que son serviteur personnel, le marin afro-américain Cyrus Tiffany (en), a accompagné et protégé Perry pendant ce trajet. Il a été allégué que Perry avait quitté le Lawrence après la reddition, mais il n'avait en fait retiré que son pavillon « N'abandonnez pas le navire ! ».
Sur le Detroit, Barclay est grièvement blessé et son premier lieutenant tué. Comme pour le Queen Charlotte, le 3e officier, le lieutenant Inglis, prend le commandement. Le gréement des deux navires est endommagé. Presque ingérables, ils entrent en collision. La plupart des petits navires britanniques sont également désemparés et dérivent sous le vent.
Les Britanniques s'attendent néanmoins à ce que le Niagara entraîne les goélettes américaines dans la retraite. Au lieu de cela, une fois à bord du Niagara, Perry envoie Elliot pour amener les goélettes au combat rapproché, tandis qu'aidé par le vent qui se renforce, il dirige le Niagara vers les navires endommagés de Barclay.
Le Niagara perce la ligne britannique devant le Detroit et le Queen Charlotte et lofe pour tirer des bordées de rabotage devant eux, tandis que le Caledonia et les canonnières américaines tirent depuis l'arrière. Bien que les équipages du Detroit et du Queen Charlotte aient démêlé leurs navires, ils ne peuvent plus opposer de résistance efficace. Les deux navires se rendent vers 15 h. Le Little Belt et le Chippeway tentent de fuir mais ils sont rattrapés, respectivement par le Scorpion et le Trippe, et se rendent,.
Bien que Perry ait remporté la bataille sur le Niagara, il reçoit la reddition britannique sur le pont du Lawrence.

## Pertes
Les Britanniques déplorent 41 tués et 94 blessés. Les équipages survivants, y compris les blessés, sont au nombre de 306. Le capitaine Barclay, qui avait déjà perdu son bras gauche en 1809, a perdu une jambe et une partie de sa cuisse dans l'action, tandis que son bras restant est devenu « définitivement immobile ». Les Américains dénombrent 27 tués et 96 blessés, dont 2 décèdent plus tard. Les pertes américaines les plus lourdes ont été subies à bord du Lawrence, avec 2 officiers et 20 hommes tués, et 6 officiers et 55 hommes blessés.
Parmi les navires impliqués, les trois plus endommagés (le brick américain Lawrence et les navires de ligne britanniques Detroit et Queen Charlotte) sont transformés en navires-hôpitaux. Le 13 septembre, une tempête balaye le lac et démâte le Detroit et le Queen Charlotte, brisant encore davantage les navires déjà malmenés. Une fois les blessés transportés à Érié, le Lawrence est remis en service pour 1814, mais les deux navires britanniques sont effectivement réduits à l'état d'épaves.

## Conséquences
Les navires et les prises de Perry sont ancrés et des réparations hâtives en cours près de West Sister Island lorsque Perry compose son désormais célèbre message à Harrison. Griffonné au crayon au dos d'une vieille enveloppe, Perry écrit :
| Cher Général : Nous avons rencontré l’ennemi et il est à nous. Deux navires, deux bricks, une goélette et un sloop. Avec beaucoup de respect et d’estime, OH Perry |

Perry envoie aussi le message suivant au secrétaire de la Marine, William Jones :
| Brick Niagara, au large de la Western Sister, Commandement du lac Érié, 10 septembre 1813, 16 h. Monsieur, – Il a plu au Tout-Puissant d’accorder aux armes des États-Unis une victoire éclatante sur leurs ennemis sur ce lac. L'escadre britannique, composée de deux navires, deux bricks, une goélette et un sloop, s'est rendue à l'instant à la force sous mon commandement après un conflit acharné. J'ai l'honneur d'être, Monsieur, très respectueusement, votre obéissant serviteur, OH Perry |

Une fois ses navires utilisables et ses prises réparés, Perry transporte 2 500 soldats américains jusqu'à Amherstburg, qui est prise sans opposition le 27 septembre. Pendant ce temps, 1 000 cavaliers, commandés par Richard Mentor Johnson se dirigent par voie terrestre vers Détroit, qui est également reprise sans combat le même jour ou à peu près. L'armée britannique sous les ordres de Procter s'est préparée à abandonner ses positions avant même de connaitre le résultat de la bataille. Malgré les exhortations du chef indien Tecumseh, Procter a déjà abandonné Amherstburg et Détroit et commencé à se retirer en remontant la rivière Thames le 27 septembre. Manquant de provisions, les Indiens de Tecumseh n'ont d'autre choix que de l'accompagner. Harrison rattrape les forces en retraite de Procter et les vainct le 5 octobre à la bataille de la rivière Thames, où Tecumseh est tué, tout comme son commandant en second et guerrier le plus expérimenté, le chef Wendats Roundhead (en).
La victoire sur le lac Érié a eu une importance stratégique disproportionnée.
Le contrôle du lac Érié restera américain pendant toute la guerre. Cela explique en grande partie les succès des Américains sur la péninsule du Niagara en 1814, et élimine toute menace d'attaque britannique sur l'Ohio, la Pennsylvanie ou l'ouest de l'État de New York.
Néanmoins, les Américains perdent aussi huit de leurs plus petits navires et prises : Quatre (Chippeway, Ariel, Little Belt et Trippe) sont détruits après la bataille de Buffalo (en) (30 décembre 1813), lorsque les Britanniques capturent Black Rock, et quatre sont arraisonnés et capturés lors d'incidents distincts sur les lacs Érié et Huron. En 1814, une expédition américaine pour récupérer l'Île Mackinac (Michigan), sur le lac Huron, échoue.
Après la guerre, une querelle éclate entre Perry et Elliot au sujet de leurs rôles respectifs dans l'action, principalement relayée par la presse. Barclay est lui exonéré de toute responsabilité par une cour martiale. Il est pensionné de 200 £ en novembre 1815, mais ses demandes de commandement resteront lettre morte.

## Reconstructions et mémoriaux

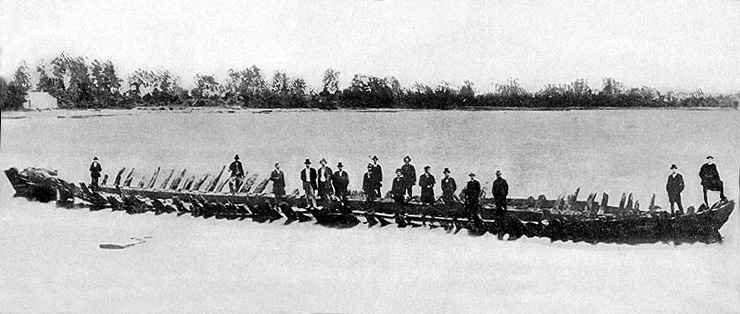
Renflouement du Lawrence

En 1820, le Lawrence et le Niagara sont intentionnellement coulés près de Misery Bay (en) dans le lac Érié, car ils sont « tombés en ruine ». En 1875, le Lawrence est renfloué et déplacé à Philadelphie, pour y être exposé à l'Exposition universelle de 1876. Plus tard cette année-là, le navire brûle dans l'incendie du pavillon qui l'abrite. Le Niagara, malgré son renflouement et sa restauration en 1913, s'est par la suite délabré. Il est finalement démonté et des parties sont utilisées dans la reconstitution du Niagara, actuellement exposée à Érié.

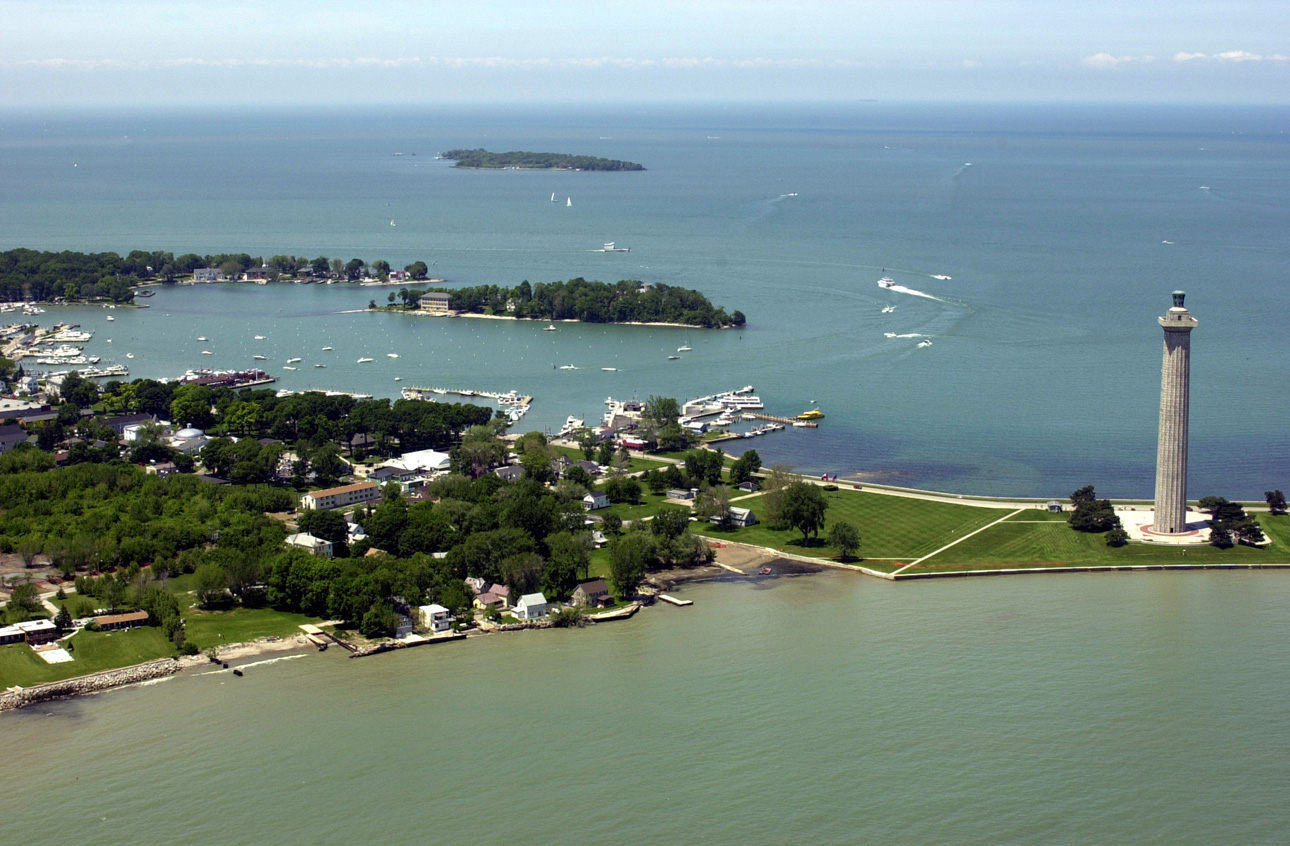
Mémorial de Perry

Le monument de Perry, de 107 mètres (351 pieds), situé dans le mémorial de la victoire de Perry et de la paix internationale, se dresse désormais à Put-in-Bay sur l'Île Bass Sud, commémorant les combattants de la bataille.
Un autre monument Perry, de 31 mètres (102 pieds), est situé à l'extrémité est de Presque Isle à Érié. Il se trouve sur une péninsule de la baie de Presque Isle, où le Niagara et le Lawrence ont été construits, stationnés avec le reste de l'escadre américaine, puis sabordés après la guerre.

## Les raisons de la victoire américaine
La plupart des historiens attribuent la victoire américaine à ce que Théodore Roosevelt a décrit comme un « superior heavy metal », en citant le plus grand nombre de navires américains et de canons lourds :
Du côté britannique, William Bell construit le navire le mieux construit pour le lac, le Detroit mais, en partie à cause de son perfectionnisme, trop lentement. De fait, c'est le seul navire de guerre britannique construit sur le lac Érié pendant cette guerre. Dans le même laps de temps, six navires américains sont construits. Ce surnombre est une autre cause importante de la victoire américaine. Et même dans l'éventualité où Barclay aurait disposé de plus de coques, il n'aurait pas pu obtenir d'armement et d'équipages pour celles-ci.
La saisie par les Américains des canons destinés au Detroit est un élément complémentaire.
La cour martiale du capitaine Barclay va dans le même sens, en concluant que Barclay, ses officiers et ses hommes, s'étaient « conduits de la manière la plus courageuse » et que la défaite était le résultat de la supériorité numérique américaine, d'un nombre insuffisant de marins qualifiés et de la chute prématurée d'officiers supérieurs dans l'action.
L'autre grand facteur de la victoire est le leadership de Perry, en particulier dans les dernières étapes de l'action. Selon l'historien C.S. Forester « C'était aussi une chance pour les Américains que le Lawrence possédait encore un bateau qui flottait, et que Perry n'ait pas été touché. ».

## Navires engagés dans la bataille
Classés par ordre de navigation :
| Marine     | Nom                      | Type                | Tonnage         | Equipage | Armement | Capitaine                                                                         | Notes                                                                  |
| ---------- | ------------------------ | ------------------- | --------------- | -------- | --- | --------------------------------------------------------------------------------- | ---------------------------------------------------------------------- |
| U.S. Navy  | USS Scorpion (en)        | Goélette            | 86 tons         | 35       | 1 canon de 32 livres 1 caronade de 32 livres                                                                                             | Sailing Master (en) Stephen Champlin (en)                                         | Canon détruit (surchargé)                                              |
| U.S. Navy  | USS Ariel (en)           | Goélette            | 112 tonnes      | 36       | 4 canons de 12 livres | Lieutenant John H. Packet                                                         | Un canon explosé (surchargé)                                           |
| U.S. Navy  | USS Lawrence (en)        | Brick               | 480 tonnes      | 136      | 2 canons de 12 livres 18 caronades de 32 livres                                                                                          | Master Commandant (en) Oliver Hazard Perry                                        | S'est rendu mais sans qu'il y ait eu prise de possession               |
| U.S. Navy  | USS Caledonia (en)       | Brick               | 180 tonnes      | 53       | 2 canons de 24 livres 1 caronade de 32 livres                                                                                            | Lieutenant Daniel Turner (en)                                                     | Saisi aux Britanniques 9 octobre 1812                                  |
| U.S. Navy  | Niagara                  | Brick               | 480 tonnes      | 155      | 2 canons de 12 livres 18 caronades de 32 livres                                                                                          | Master Commandant Jesse Elliot (en)                                               |                                                                        |
| U.S. Navy  | USS Somers (en)          | Goélette            | 94 tonnes       | 30       | 1 canon de 24 livres 1 caronade de 32 livres                                                                                             | Lieutenant A. H. M. Conklin                                                       |                                                                        |
| U.S. Navy  | USS Porcupine (en)       | Goélette            | 83 tonnes       | 25       | 1 canon de 32 livres | Acting Master George Serrat                                                       |                                                                        |
| U.S. Navy  | USS Tigress (en)         | Goélette            | 82 tonnes       | 35       | 1 canon de 32 livres | Sailing Master Thomas C. Abny                                                     |                                                                        |
| U.S. Navy  | USS Trippe (en)          | Sloop               | 60 tonnes       | 35       | 1 canon de 24 livres | Lieutenant Thomas Holdup Stevens                                                  |                                                                        |
| Total      | 9 navires de combat      | 9 navires de combat | 1 657 tonnes    | 540      | 288 livres tirées par les canons 1 248 livres tirées par les caronades                                                                   | 288 livres tirées par les canons 1 248 livres tirées par les caronades            | 288 livres tirées par les canons 1 248 livres tirées par les caronades |
| Royal Navy | HMS Chippeway (en)       | Goélette            | 70 tons burthen | 15       | 1 canon de 8 livres | Master's Mate J. Campbell                                                         | Capturé                                                                |
| Royal Navy | HMS Detroit (en)         | Navire de ligne     | 490 tonnes      | 150      | 1 pierrier de 18 livres 2 canons de 24 livres 6 canons de 12 livres 8 canons de 9 livres 1 caronade de 24 livres 1 caronade de 18 livres | Commander Robert Heriot Barclay (gravement blessé)                                | Capturé                                                                |
| Royal Navy | HMS General Hunter (en)  | Brick               | 180 tonnes      | 45       | 4 canons de 6 livres 2 canons de 4 livres 2 canons de 2 livres 2 caronades de 12 livres                                                  | Lieutenant George Bignall                                                         | Capturé                                                                |
| Royal Navy | HMS Queen Charlotte (en) | Navire de ligne     | 400 tonnes      | 126      | 1 canon de 12 livres 2 canons de 9 livres 12 caronades de 24 livres                                                                      | Commander Robert Finnis (tué)                                                     | Capturé                                                                |
| Royal Navy | HMS Lady Prevost (en)    | Goélette            | 230 tonnes      | 86       | 1 canon de 9 livres 2 canons de 6 livres 10 caronades de 12 livres                                                                       | Lieutenant Edward Buchan (blessé mortellement), puis Lieutenant Frédérick Rolette | Capturé (perte de gouvernail)                                          |
| Royal Navy | HMS Little Belt (en)     | sloop de guerre     | 90 tonnes       | 18       | 1 canon de 12 livres 2 canons de 6 livres                                                                                                | Lieutenant John F. Breman                                                         | Capturé                                                                |
| Total      | 6 navires de combat      | 6 navires de combat | 1 460 tonnes    | 450      | 330 livres tirées par les canons 474 livres tirées par les caronades                                                                     | 330 livres tirées par les canons 474 livres tirées par les caronades              | 330 livres tirées par les canons 474 livres tirées par les caronades   |

## Remarques
1. ↑  Le jeune frère de Perry, James Alexander Perry, est assis avec le chapeau. Hannibal Collins, esclave émancipé, est un des rameurs[25]
2. ↑  L'ordre de bataille des Britanniques était en fait deux navires de lignes, un brick, deux goélettes et un sloop[33] Note 129 "Perry's message was inaccurate."